# Santiago Rudolf
Santiago Ignacio Pablo Rudolf Avaro (Junín, Buenos Aires, 29 de julio de 1995) es un futbolista argentino nacionalizado italiano, que se desempeña como lateral y carrilero por izquierda. Actualmente juega en el San Martín de Progreso.

## Trayectoria
Se inició futbolísticamente en 1999, en el Club San Martín de Progreso de la ciudad de Santa Fe. Antes de su llegada a Paraná, estuvo un breve tiempo jugando para Club Social y Deportivo Naschel de la localidad de Naschel, San luis. En el año 2001 a la edad de 7 años se alistó en las divisiones formativas del Club Atlético Patronato de la Juventud Católica. 
Al año siguiente, realizó su primera prueba futbolística en el Club Atlético Boca Juniors obteniendo el visto bueno, pero debido a su corta edad sus padres decidieron que debía esperar y recién años más tarde y con mayor rodaje en el fútbol de su ciudad, ficha para Club Atlético Boca Juniors integrando la 8.ª división dirigida por el "Ciego" Rodríguez y Gastón Pernía. Luego de un año, volvería a las juveniles de Patronato donde luego de una gran temporada obtuvo su relevamiento al plantel profesional de la mano de Marcelo Fuentes. En el año 2012, luego de unas pruebas realizadas en Buenos Aires, pasó a formar parte de la 6.ª división del Club Atlético Independiente, al mando de Franciso Bersce. Hasta su llegada a la división Reserva dirigida técnicamente por Fernando Verón, tuvo en su camino grandes entrenadores como Ángel J. Mamberto, la dupla Francisco Sá/Ricardo Pavoni y Rodolfo "Chino" Aquino.
A los 20 años firma su primer contrato profesional para el Club Atlético Patronato, integrando el plantel profesional a cargo  de Rubén Forestello.

## Clubes
| Club                        | País      | Año           |
| --------------------------- | --------- | ------------- |
| Club Atlético Boca Juniors  | Argentina | 2010          |
| Club Atlético Patronato     | Argentina | 2011          |
| Club Atlético Independiente | Argentina | 2012-2015     |
| Club Atlético Patronato     | Argentina | 2016-2017     |
| ACS Poli Timisoara          | Rumania   | 2018-2019     |
| San Martín de Progreso      | Argentina | 2020-presente |